# Annabelle McIntyre
Pour les articles homonymes, voir McIntyre.
Annabelle McIntyre, née le 12 septembre 1996, est une rameuse australienne. Elle remporte la médaille d'or en quatre sans barreur féminin aux Jeux olympiques d'été de 2020.

## Palmarès

### Jeux olympiques
- médaille d'or du quatre sans barreur aux Jeux olympiques d'été de 2020 à Tokyo

### Championnats du monde
- médaille d'argent du deux sans barreur aux Championnats du monde 2019 à Linz
- médaille d'argent du huit aux Championnats du monde 2019 à Linz
- médaille de bronze du huit aux Championnats du monde 2018 à Plovdiv